# Obraz Matki Bożej Kodeńskiej
Matka Boża Kodeńska – obraz (223 x 128 cm), malarska kopia rzeźby Matki Bożej z prywatnej kaplicy papieża Grzegorza I.

## Historia i legenda
Obraz namalował podobno w VI wieku abp Augustyn z Canterbury na prośbę papieża Grzegorza I jako kopię rzeźby Matki Bożej, która znajdowała się w jego prywatnej kaplicy. Rzeźbę papież postanowił podarować Leanderowi, arcybiskupowi Sewilli, który umieścił ją w sanktuarium w miejscowości Guadalupe w Hiszpanii. Obraz natomiast został w papieskiej kaplicy aż do czasów papieża Urbana VIII, gdy w 1630 roku wykradł go z Rzymu książę Mikołaj Sapieha zwany Pobożnym.
Historia kradzieży obrazu została po raz pierwszy opublikowana przez Jana Fryderyka Sapiehę:
Około pięćdziesiątego roku życia Mikołaj zapadł na chorobę (prawdopodobnie tropikalnego pochodzenia), która prawie całkowicie pozbawiła go sił i energii. Ponieważ w ówczesnej opinii wywołane tą chorobą tchórzostwo stanowiło najcięższą hańbę, odbył pielgrzymkę do Rzymu w nadziei na uzdrowienie. Uzdrowienie rzeczywiście nastąpiło, po długotrwałych modlitwach przed obrazem Matki Boskiej Gregoriańskiej, nazwanego później Matką Bożą Kodeńską. Dogłębnie poruszony tym uzdrowieniem postanowił za wszelką cenę zdobyć ten obraz dla Polski. Nie było to jednak możliwe w drodze legalnej (proszeni o poparcie kardynałowie nie ośmielali się nawet wspomnieć papieżowi Urbanowi VIII zwanemu "Szalonym Matteo" o prośbie pozbawienia Rzymu tego słynącego wieloma cudami obrazu), toteż w 1630 r. Mikołaj Sapieha Pobożny wykradł ten obraz i uciekł z nim do Polski. Brawurowa ucieczka była niezwykle trudna, bo kradzież szybko wykryto i cała Italia została zmobilizowana dla schwytania śmiałka i odzyskania cennego obrazu. Sapieha jednak omijał miasta i drogi, prowadząc swoją zbrojną grupę wyłącznie po górskich bezdrożach Italii, a potem koło Zagrzebia i przez Węgry i Lwów do swoich posiadłości i umieścił ten obraz w kościele w Kodniu.
Powyższe fakty nie znajdują potwierdzenia w źródłach historycznych, obraz został prawdopodobnie zakupiony w Hiszpanii przez Mikołaja Sapiehę podczas pielgrzymki do tego kraju. Wskazuje na to styl, typowy dla malarstwa hiszpańskiego XVII w.
Ze względu na swoje pochodzenie, obraz Matki Bożej Kodeńskiej nazywany był też tytułami „Matka Boża Gregoriańska” lub „Matka Boża z Guadalupe”.
Obraz został ukoronowany 15 sierpnia 1723 roku przez biskupa łuckiego Stefana Rupniewskiego jako trzeci na prawie papieskim na ziemiach Rzeczypospolitej, po obrazie Matki Bożej Częstochowskiej i obrazie Matki Bożej Trockiej. Z uwagi na przejęcie w dniu 6 kwietnia 1875 kościoła kodeńskiego przez prawosławnych, od sierpnia 1875 do września 1927 obraz znajdował się na Jasnej Górze w Częstochowie, skąd przez Warszawę wrócił 3-4 września 1927, natomiast ołtarz główny, w którym znajdował się obraz, wywieziono do Opinogóry, gdzie znajdował się do 1928 roku.
We wrześniu 1981 odbywały się obchody 350-lecia obecności obrazu w Kodniu. Mszę z tej okazji celebrował kardynał Franciszek Macharski, kazanie wygłosił biskup Jerzy Ablewicz, a słowo pasterskie do wiernych skierował arcybiskup Józef Glemp.